# 新不伦瑞克省政府
新不伦瑞克省政府是加拿大新不倫瑞克省的省级政府。广义上由省立法机关、省行政机关和省司法机关组成；狭义上特指省行政机关。

## 立法机关
新不伦瑞克省议会是新不伦瑞克省的立法机关，负责加拿大宪法和其他法律规定的属于本省管辖范围内的立法工作，监督本省行政机关等事务。

## 行政机关

### 省行政会议（内阁）
省行政会议（内阁）由省长、省行政机关各组成部门主管（各厅厅长）及其他必要人员组成。内阁成员由省长向省督建议，由省督任命；内阁成员通常为省议会议员。
本届省行政会议现时组成人员共16人。

### 省行政机关的组成部门
现时省行政机关的组成部门共有18个。
- 新不伦瑞克省原住民事务厅
- 新不伦瑞克省农业、水产和渔业厅
- 新不伦瑞克省教育和儿童早教发展厅
- 新不伦瑞克省紧急情况组织厅
- 新不伦瑞克省环境和地方政府厅
- 新不伦瑞克省财政和省国库委员会
- 新不伦瑞克省卫生厅
- 新不伦瑞克省政府事务厅
- 紐賓士域省司法及公眾安全廳
- 律政司辦公室
- 新不伦瑞克省自然资源和能源开发厅
- 新不伦瑞克省省长办公室
- 新不伦瑞克省高等教育、技能培训和劳工厅
- 新不伦瑞克省公共安全厅
- 新不伦瑞克省区域发展合作厅
- 新不伦瑞克省社会发展厅
- 新不伦瑞克省旅游、遗产和文化厅
- 新不伦瑞克省交通和基础设施厅
- 新不伦瑞克省女性平等厅

### 省属局和委员会
现时共有直管、半独立和独立运作的省属局、委员会及其它机构28个。

## 司法机关
新不伦瑞克省的最高法院为新不伦瑞克省法院皇座法庭，省上诉法院为新不伦瑞克省上诉法院。